# Райхерт, Йоханна
Йоханна Райхерт (нем. Johanna Reichert; род. 31 декабря 2001, Корнойбург, Корнойбург) — австрийская гандболистка, левый защитник клуба «Тюрингия» (с 2021 года) и сборной Австрии.

## Биография

### В клубе
Йоханна уроженка Корнойбурга. Начала заниматься гандболом в «Унион Корнойбург». Начиная с сезона 2019-20 годов Райхерт выступала за «ВАТ Ацгерсдорф». С командой она участвовала в розыгрыше Кубка ЕГФ в сезоне 2019-20 годов и в Европейской лиге ЕГФ в сезоне 2020-21 годов.
Летом 2021 года Райхерт перешла в клуб немецкой бундеслиги «Тюрингия».

### Карьера в сборной
В сентябре 2019 года защитник Райхерт впервые была вызвана в женскую сборную Австрии по гандболу. Вместе с Австрией она участвовала в чемпионате мира 2023 года, завершив турнир на 19-м месте. На том турнире Райхерт забила шесть голов. В 2024 году вместе со сборной принимала участие в домашнем чемпионате Европы.